# Skunk works (system zarządzania)
Skunk works – termin określający grupę działającą wewnątrz dużej organizacji, w dużym stopniu autonomiczną, nieskrępowaną przez procesy biurokratyczne, pracującą nad zaawansowanymi lub tajnymi projektami.

## Lockheed Skunk Works
Skunk Works – oficjalny pseudonim dla Zaawansowanych Programów Rozwojowych koncernu Lockheed Martin. Oficjalnie był odpowiedzialny za liczne projekty lotnicze, włączając w to U-2, SR-71 oraz F-117. Największym obecnie projektem jest F-35..

### Lista samolotów
Na podstawie strony www.lockheedmartin.com
- A-12 Oxcart
- D-21 Tagboard
- F-104 Starfighter
- F-117 Nighthawk
- Polecat
- P-38 Lightning
- P-80 Shooting Star
- Sea Shadow
- SR-71 Blackbird
- U-2
- YF-22
- XST (Have Blue)
- X-27
- F-35
- XF-90